# نهائيات جولة رابطة محترفي التنس 2011

نهائيات جولة رابطة محترفي التنس 2011 (بالإنجليزية: 2011 ATP World Tour Finals)‏. هي بطولة كرة المضرب الختامية التي اقيمت عام 2011 على استاد اوتو آرينا في لندن. اقيمت البطولة بين 20 و27 نوفمبر 2011. فاز بلقب الفردي السويسري روجر فيدرير عندما هزم الفرنسي جو ويلفرد تسونجا.

## الفائزون
- روجر فيدرير هزم  جو ويلفرد تسونجا 6–3, 6–7(6–8), 6–3 فردي الرجال.